# Raphaël Ruiz
Raphaël Ruiz (Puigcerdà, 12 novembre 1938) è un ex cestista francese.

## Carriera
Con la Francia ha disputato i Campionati del mondo del 1963.

## Palmarès
- Coppa di Francia: 1

ABC Nantes: 1966